# Slichtenhorst
Slichtenhorst (52° 12′ N, 5° 30′ L) é uma vila dos Países Baixos, na província de Guéldria. Slichtenhorst pertence ao município de Nijkerk, e está situada a 8 km, a leste de Amersfoort.